# Ancient Rites
Ancient Rites est un groupe belge de folk metal, originaire de Diest, Région flamande, dans la province du Brabant flamand. En 1994 sort le premier album studio du groupe, The Diabolic Senerades, dont la sortie est suivie deux années plus tard par l'album Blasfemia Eternal en 1996.

## Historique
Le groupe se forme en 1989 à l'initiative de Gunther Theys. La formation d'origine est constituée de Gunther Theys au chant et à la basse, de Johan et Phillip aux guitares et enfin, de Stefan à la batterie. En 1990 sort leur démo Dark Ritual.
Peu après la sortie de leur première production officielle, Philip meurt dans un accident de voiture et peu après, Stefan se suicide. Malgré la perte de ces deux membres fondateurs, les autres membres du groupe décident de continuer l'aventure. Le roadie Walter Van Cortenberg remplace alors Stephan à la batterie. Johan prend ensuite la décision de quitter le groupe. Il est alors remplacé par les guitaristes Pascal et Bart Vandereycken. Avec cette formation, le groupe enregistre l'EP Evil Prevails, ainsi que leurs divers splits CD.
En 1994 sort le premier album studio du groupe, The Diabolic Senerades, dont la sortie est suivie deux années plus tard par l'album Blasfemia Eternal le 14 mai 1996,. Bart quitte le groupe juste avant la sortie de l'album. En 1998 sort l'album Fatherland , dont la sortie est suivie en 2001 par celle de l'album Dim Carcosa.
La plus grande partie de l'année 2005 est passée pour le groupe à la compositions de chansons pour leur album Rubicon, qui sort en 2006. Au fil des années, Ancient Rites joue avec des groupes comme Deicide, Motörhead, Judas Priest, Cradle of Filth, Metallica, Dissection, Morbid Angel, Stormtroopers of Death, Mercyful Fate, Impaled Nazarene, Manowar, Sepultura, Malevolent Creation, Rotting Christ et Slayer.
En 2015, après des années d'attente, le groupe refait surface avec un album intitulé Laguz,.

## Membres

### Membres actuels
- Erik Sprooten - guitare
- Domingo Smets - basse, chœurs
- Walter Van Cortenberg - batterie
- Davy Wouters - clavier
- Gunther Theys - chant

### Anciens membres
- Jan « Örkki » Yrlund - guitare (sur And The Hordes Stood As One, Scenes of Splendour, Dim Carcosa, The First Decade 1989-1999 et Fatherland)
- Domingo Smets - clavier (sur Dim Carcosa et Scenes of Splendour)
- Stefan - batterie (sur The First Decade 1989-1999 et Dark Ritual)
- Philip - guitare (sur The First Decade 1989-1999 et Dark Ritual)
- Johan - guitare (sur The First Decade 1989-1999 et Dark Ritual)
- Pascal - guitare (sur Evil Prevails (split avec Uncanny))
- Raf Jansen - guitare, chœurs (sur Rubicon)
- Bart Vandereycken - guitare (sur Rubicon, Blasfemia Eternal et Diabolical Serenades)